# 黃如金 (弘治進士)
黃如金（1473年—？），字希武，福建莆田縣关东里巷（今莆田市荔城区镇海街道英龙社区）人，明朝政治人物，官至廣西副使。

## 生平
弘治十七年（1504年）甲子科福建鄉試第一名，弘治十八年（1505年）聯捷乙丑科進士。选庶吉士，正德元年（1506年）十月授官四川道监察御史。正德九年（1514年）二月升广西按察司提学副使。

## 著作
有《古文会编》六册。

## 家族
曾祖黃子嘉；祖父黃深，監察御史；父黃乾亨，行人。母林氏。永感下。从弟黃希英，如金同榜进士。